# Тонтитаун (Арканзас)
Тонтитаун (енгл. Tontitown) град је у америчкој савезној држави Арканзас.

## Демографија
По попису из 2010. године број становника је 2.460, што је 1.518 (161,1%) становника више него 2000. године.
| Група             | 2000.       | 2010.         |
| Белци             | 898 (95,3%) | 2.225 (90,4%) |
| Афроамериканци    | 0 (0,0%)    | 8 (0,3%)      |
| Азијати           | 0 (0,0%)    | 14 (0,6%)     |
| Хиспаноамериканци | 21 (2,2%)   | 140 (5,7%)    |
| Укупно            | 942         | 2.460         |